# Fred Horlacher
Fred Horlacher (23 marzo 1910 – 17 marzo 1943) è stato un calciatore irlandese, di ruolo attaccante.

## Palmarès

### Club

#### Competizioni nazionali
- Campionato irlandese: 3

Bohemians: 1929-1930, 1933-1934, 1935-1936
- Coppa d'Irlanda: 1

Bohemians: 1934-1935
- League of Ireland Shield: 4

Bohemians: 1928-1929, 1933-1934, 1938-1939, 1939-1940

#### Competizioni regionali
- Leinster Senior Cup: 1

Bohemians: 1939-1940
- Dublin City Cup: 1

Bohemians: 1935-1936